# Даль, Сесилия
Сесилия Даль (норв. Cecilie Dahl; 26 мая 1858, Кристиания — 5 августа 1943, Осло) — норвежская художница. Специализировалась в жанре портрета и пейзажа.

## Биография и творчество
Сесилия Даль родилась в 1858 году в Кристиании (ныне Осло). Её родителями были врач Людвиг Вильгельм Даль и Анна Катрина Лидерс Бонневи. Сесилия получила хорошее художественное образование. В 1880—1881 годах она посещала Художественную школу Кнуда Бергслина в Кристиании, где училась у Амалдуса Нильсена. Затем она некоторое время (1881—1882) училась в Берлине у Карла Гуссова, а в 1886—1887 годах посещала Академию Коларосси в Париже, где её учителем был Паскаль Даньян-Бувре. Кроме того, в 1888 году Даль училась в Кристиании у Эйлифа Петерссена, а в 1898—1900 годах — у Йохана Роде и Гада Фредерика Климента в Копенгагене.
Основными направлениями живописи Сесилии Даль были портреты, жанровые картины и пейзажи. Два ранних портрета 1877 года (один — сестры художницы, Анны Мунк, другой — её же с двумя младшими братьями и сёстрами) демонстрируют характерные для художницы мягкую манеру живописи и лиризм. С начала 1880-х годов Сесилия Даль выставлялась в Художественном обществе Кристиании, а в 1883 году впервые участвовала в Осенней выставке. Её работы отличаются нежным, мечтательным настроением и свободой цветовых решений. Наиболее показательны такие картины, как «Женщина в костюме для верховой езды» (1884), «На рассвете» (1885) и «Портрет Евы Сарс» (1886).
С 1888 года и до конца века Даль почти не создавала новых картин. Она обратилась к литературному творчеству и в 1890 году опубликовала три рассказа. В 1890-х годах она также работала над оформлением двух церковных алтарей.
С 1896 по 1900 год Сесилия Даль жила в Дании; затем в Осло или в его окрестностях. После 1900 года она вновь обратилась к живописи и писала преимущественно пейзажи, большинство в восточной Норвегии. Особенно её привлекали вечерние мотивы, и она написала ряд работ с изображением летних ночей. Позднее творчество художницы имело много общего с пейзажами её брата, художника Нильса Даля.
Сесилия Даль умерла в Осло в 1943 году. Её работы находятся в Национальной галерее (Осло), Музее города Осло, Королевском дворце в Осло, Эльверумской художественной галерее.